# Giuseppe Sgarbi
Giuseppe Sgarbi, detto Nino (Badia Polesine, 15 gennaio 1921 – Ferrara, 23 gennaio 2018) è stato un farmacista e scrittore italiano.

## Biografia
Nato il 15 gennaio 1921 a Badia Polesine da Vittorio e Clementina, ha esercitato la professione di farmacista. Sposatosi nel 1950 con Caterina Cavallini, detta Rina (1926-2015, sorella del critico letterario Bruno Cavallini), fu il padre del critico d'arte Vittorio Sgarbi (1952) e della regista ed editrice Elisabetta Sgarbi (1956).
Per volontà della figlia Elisabetta e coadiuvato dal ghostwriter Giuseppe Cesaro che ha raccolto le sue testimonianze, ha esordito nella narrativa nel 2014, all'età di 93 anni, con il memoir Lungo l'argine del tempo: memorie di un farmacista, vincendo i premi Martoglio e Bancarella, entrambi nella sezione "Opera prima". In seguito ha pubblicato altre tre opere, tra le quali Lei mi parla ancora che ha avuto una trasposizione cinematografica nel 2021 per la regia di Pupi Avati e nel quale è stato interpretato da Renato Pozzetto.
È morto otto giorni dopo il suo novantasettesimo compleanno, il 23 gennaio 2018, a Ferrara.

## Opere
- Lungo l'argine del tempo: memorie di un farmacista, Milano, Skira, 2014 ISBN 978-88-572-2285-1.
- Non chiedere cosa sarà il futuro, Milano, Skira, 2015 ISBN 978-88-572-2953-9.
- Lei mi parla ancora, Milano, Skira, 2016 ISBN 978-88-572-3337-6. - Nuova edizione: Milano, La nave di Teseo, 2021 ISBN 9788834605691.
- Il canale dei cuori, Milano, Skira, 2018 ISBN 978-88-572-3786-2.
- Giuseppe Sgarbi e Pupi Avati, Lei mi parla ancora. Memorie edite e inedite di un farmacista, Milano, La nave di Teseo, 2021, ISBN 9788834605691, OCLC 1352550439.

## Adattamenti cinematografici
- Lei mi parla ancora, regia di Pupi Avati (2021)